# 닌나지
닌나지(仁和寺)는 진언종 신사파의 총본산인 사원이다. 일본 교토부 교토시 우쿄구에 있고 은퇴한 우다 천황에 의해 888년에 세워졌다. 고도 교토의 문화재의 일부로서 유네스코 세계유산으로 지정되어있다.

## 역사
닌나지는 헤이안 시대 초기에 세워졌다. 886년에 고코 천황은 국가를 축북하고 불교의 가르침을 전파하기 위해 니시야마 고간지의 건설을 명령했으나 살아있을 때 완성되는 것을 보지 못했다. 우다 천황은 절이 888년에 완성되는 것을 보았고 고고 천황의 통치 이후의 연호인 "닌나"라는 이름을 붙였다. 888년부터 1869년까지 전통적으로 천황의 지배를 위해 자신의 아들을 절의 주지로써 보내 관리를 맡겼다.
황위에서 내려온 후에 우다 천황은 닌나지의 첫 번째 몬제키(황족, 귀족 승려)가 되었다. 에도 시대가 끝날 때까지 절의 주지는 황족들이 계속 이어받았다.
1467년에 절은 오닌의 난으로 인한 화재와 전투로 파괴되었다. 약 150년 후에 도쿠가와 막부의 3대 쇼군 도쿠가와 이에미쓰에 의해 재건되었다. 교토 황궁의 재건축과 함께 복원되었고 이 때문에 황실의 지원을 받았다.
귀족이나 왕족이 절의 주지로 임명되는 전통은 에도시대 말까지 이어졌다.
남아있는 대부분의 건물은 17세기 때의 것으로 5층탑과 분재 벚나무 재배지를 포함한다. 절에는 아름답게 채색된 벽과 그것으로 둘러싸인 정원이 있다.

## 건물
- 일본의 국보
  - 곤도(金堂)

- 일본의 중요문화재
  - 탑
  - 교조(経蔵)
  - 니오 문(仁王門)
  - 추 문(中門)
  - 슈로(鐘楼)
  - 칸논도(觀音堂)
  - 미에이도(御影堂)
  - 미에이도 추문(御影堂 中門)
  - 큐쇼묘진(九所明神)
  - 혼보 오모테몬(本坊表門)
  - 료카쿠테이(遼廓亭)
  - 히토테이(飛濤亭)

- 기타
  - 쵸쿠시몬(勅使門)
  - 신덴(宸殿)
  - 레이메이덴(霊明殿)
  - 쿠로쇼인(黒書院)
  - 시로쇼인(白書院)

## 갤러리

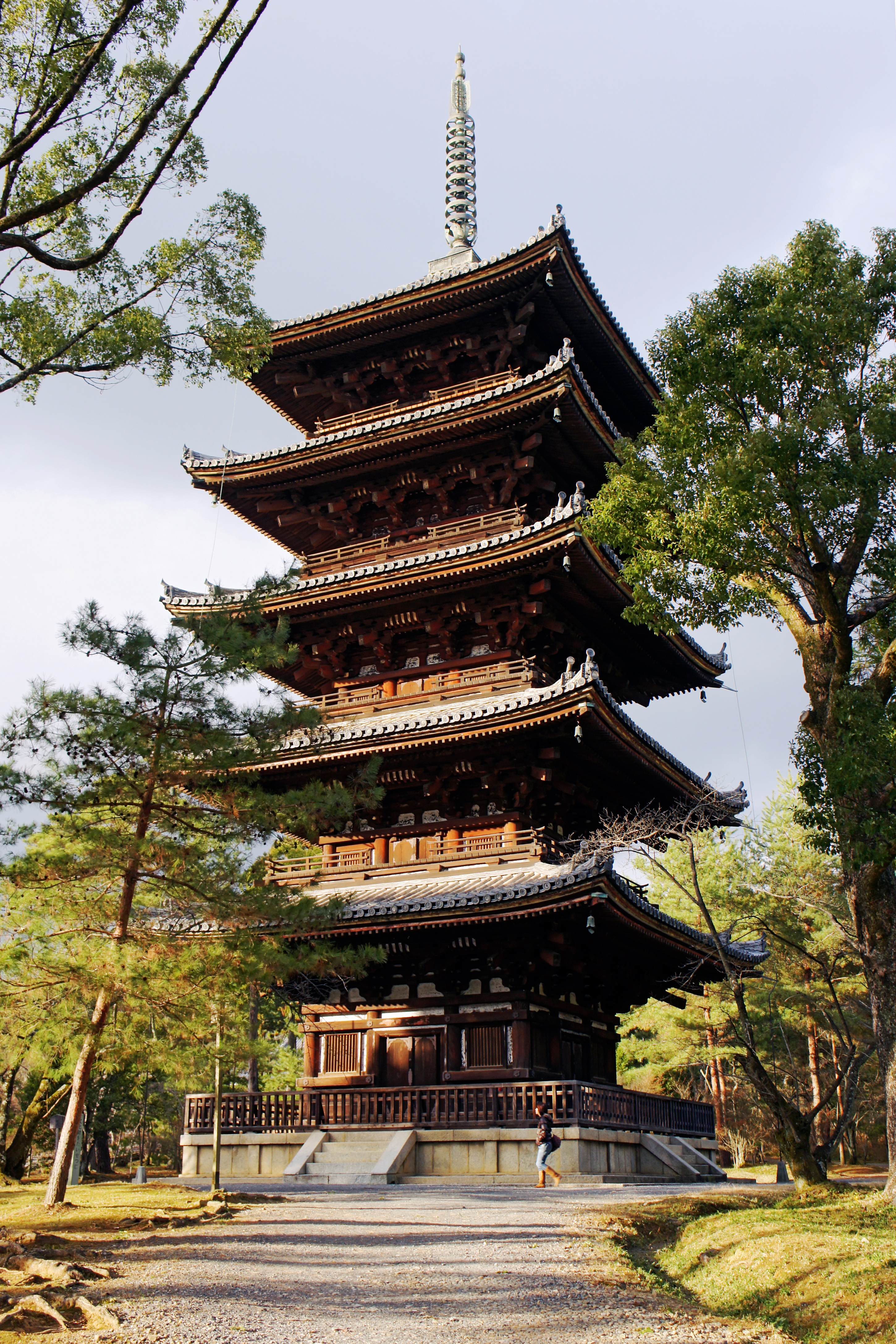
닌나지 오층탑
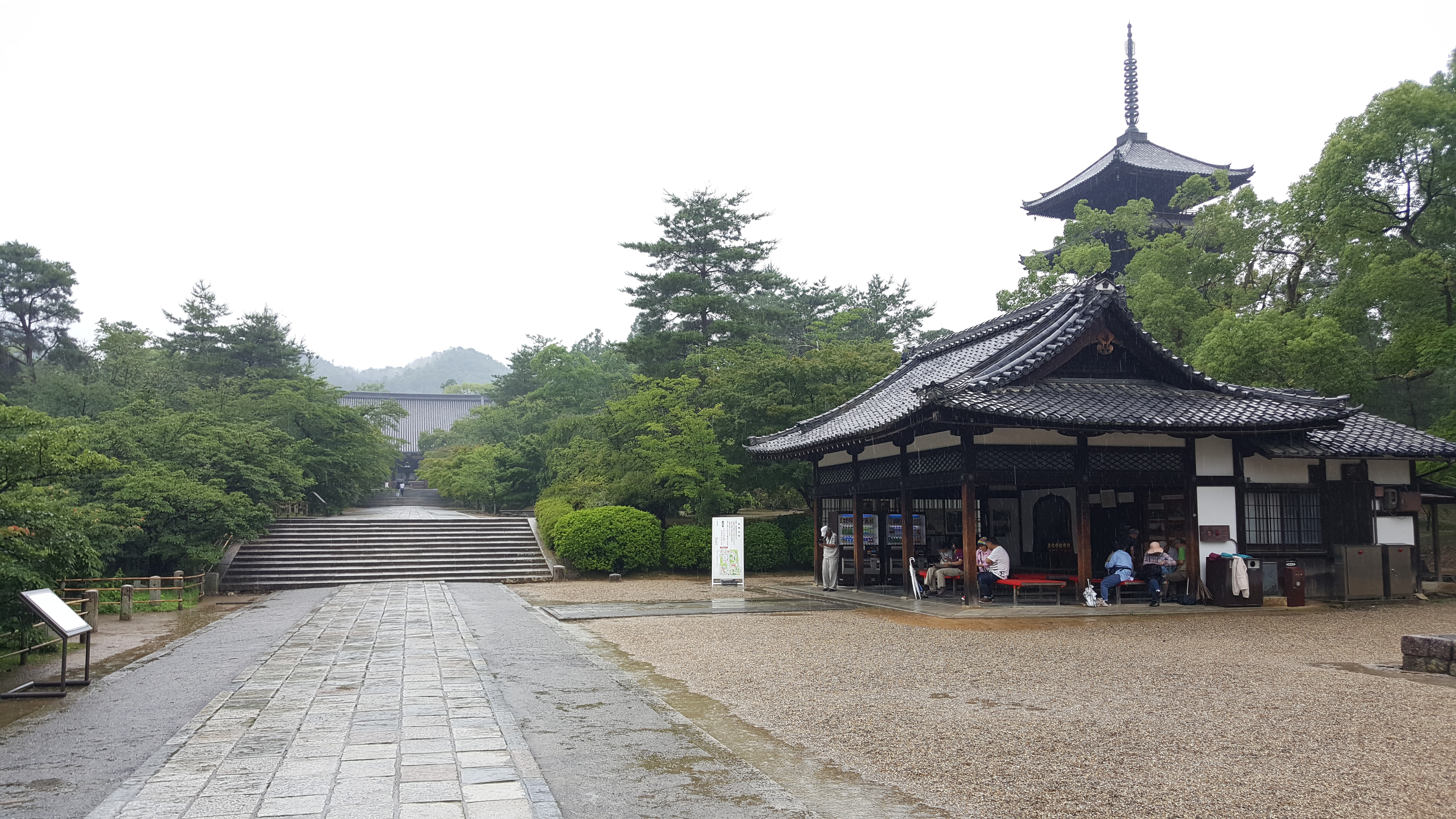
닌나지 경내. 중앙에 곤도, 우측에 오층탑이 있다.
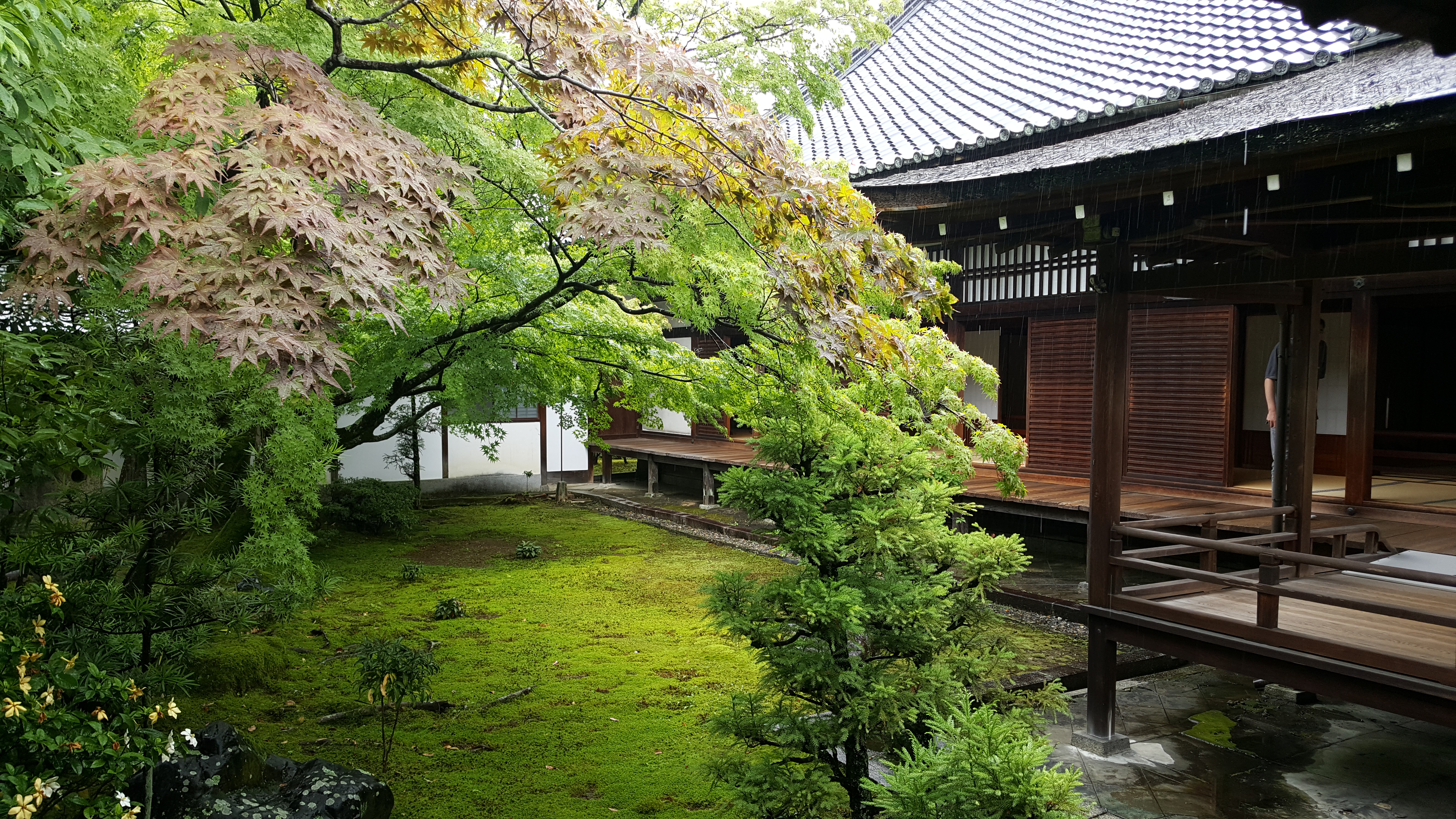
닌나지 어전 정원
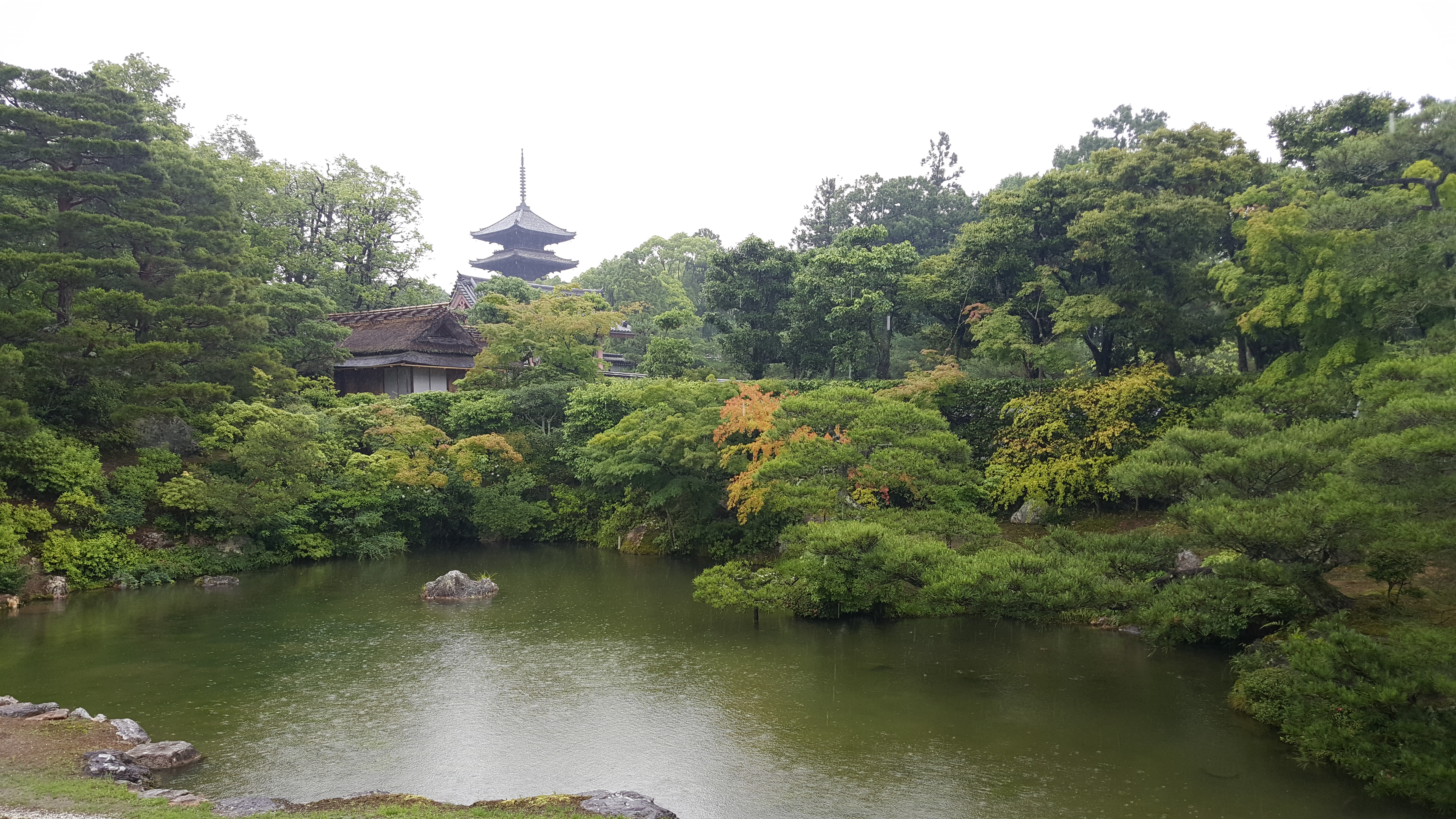
2016년 6월 닌나지 어전 정원. 중앙에 오층탑이 보인다.
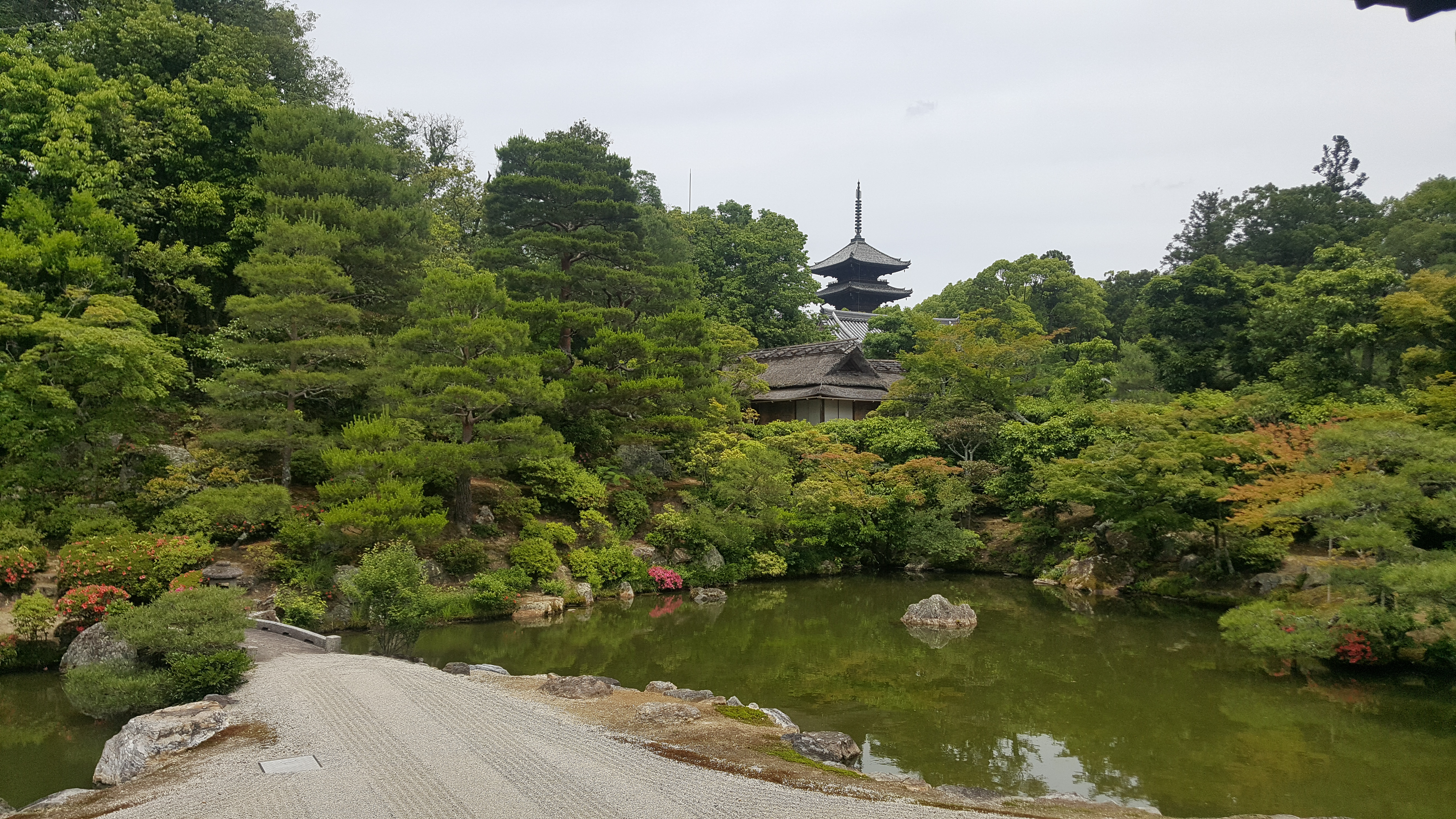
2017년 6월 닌나지 어전 정원